# Uktzim
Uktzin (en hebreu: מסכת עוקצין) (transliterat: Masechet Uktzin) és el nom d'un tractat de la Mixnà, el Talmud i la Tosefta, que tracta principalment sobre la transferència de la impuresa ritual anomenada tumah (en hebreu: טומאה) mitjançant les arrels, les tiges, i les pellofes de les plantes. Uktzim és el dotzè i el darrer tractat de l'ordre de Tohorot de la Mixnà i el Talmud.
Maimònides va dir: "Aquest tractat es va col·locar al final de la Mixnà perquè la impuresa de les tiges no s'explica en la Bíblia, i depèn solament del judici dels rabins".
El tractat està dividit en tres capítols, que contenen 27 versicles en total. A la Tosefta, Utzkim està dividit en tres capítols que contenen 42 versicles en total. El tractat no inclou relats ni llegendes rabíniques (hagadà). El tractat de Uktzin no té cap Guemarà, ni al Talmud de Babilònia ni al Talmud de Jerusalem.